# Хермистон (Орегон)
Хермистон (англ. Hermiston) — город в округе Юматилла в штате Орегон в Соединённых Штатах Америки.
Согласно данным переписи населения США 2020 года число жителей города составляло 19 354 человек, что, для такого небольшого населённого пункта, существенно больше (+ 15.6%), чем было во время предыдущей переписи, проводившейся в 2010 году (16 745 человек).

## История
В доколумбову эпоху жителями этого района были коренные индейцы народов юматилла, кайюсы, валла-валла и др., археологические находки показывают следы их стойбищ возрастом тысячи лет. 

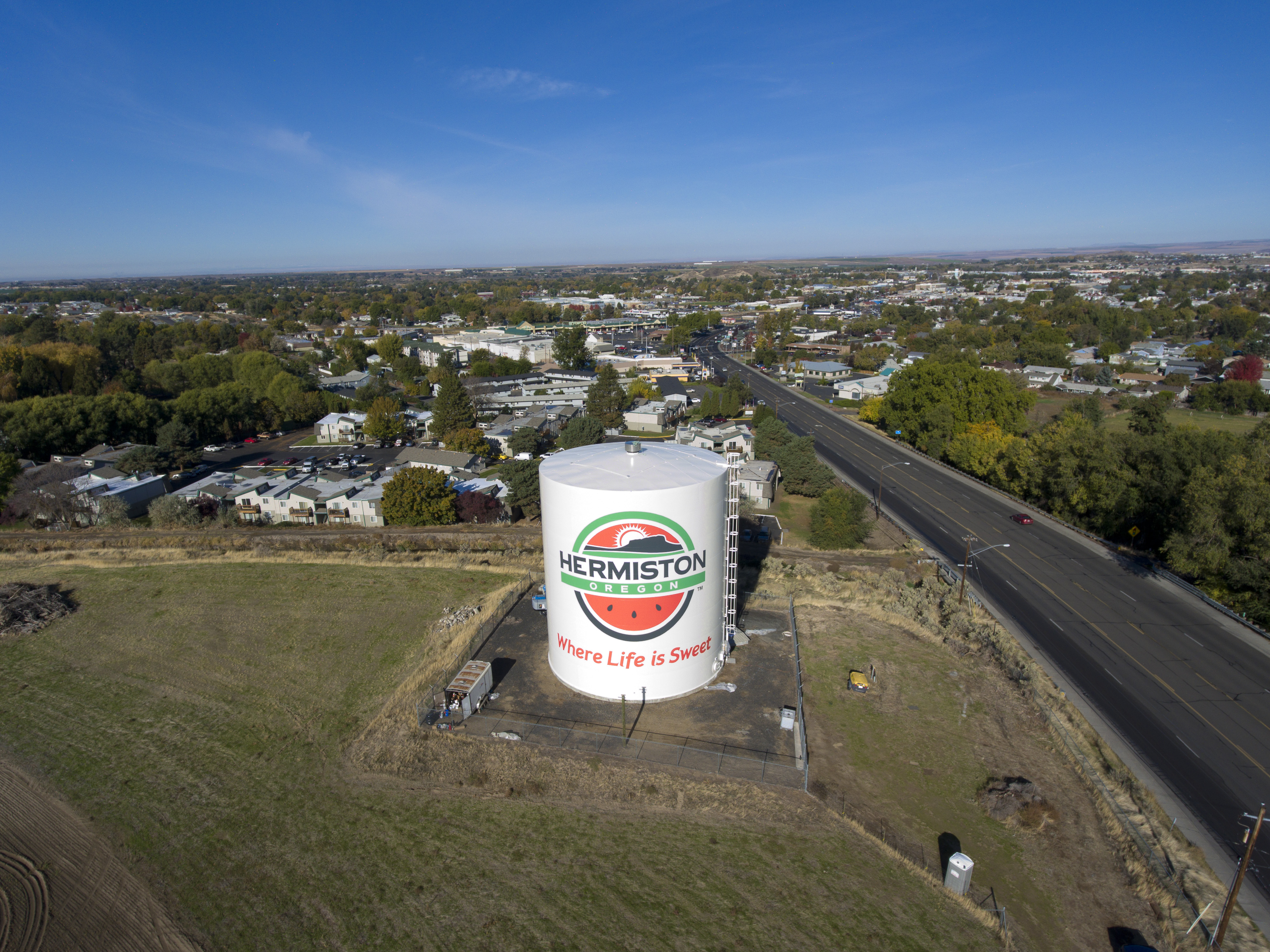
Панорама города

Первые европейские поселенцы основали в этих местах миссию в 1847 году близ Пендлтона. В 1862 году был образован округ Юматилла, куда вошли и земли нынешнего Хермистона.
В конце XIX — начале XX века, после прихода в город железной дороги, Хермистон стал местом противостояния двух компаний застройщиков, которые приобрели земли на противоположных сторонах путей. Несколько лет каждый из них строил кварталы так, чтобы их было максимально сложно инкорпорировать с друг с другом и создавали свои инфраструктурные объекты так, чтобы не зависеть от соседа. Все это, разумеется, отражалось и на доходах противоборствующих сторон и соперничающие застройщики в конечном итоге урегулировали свои разногласия; 10 июля 1907 года два микрорайона были объединены в один населённый пункт. Полковнику Дж. Ф. Макноту, одному из первых поселенцев в этом регионе, приписывают первоначальное название Hermiston, которое было взято из незаконченного романа Роберта Льюиса Стивенсона «Уир Гермистон».
До Второй мировой войны, город рос довольно медленно, но когда был построен армейский склад Umatilla, давший сотни рабочих мест, население Хермистона подскочило почти впятеро: с 803 человек в 1940 году до 3804 человек в 1950 году. 
В XXI веке Хермистон постоянно рос и к окончанию первой четверти преодолел двадцатитысячный рубеж по числу жителей.
В Соединённых Штатах город больше всего известен своими арбузами, примерно как Астрахань известна ими в России.

## География
Одной из достопримечательностей Хермистона является одноимённый холм. На вершину ведут несколько пешеходных троп, а также подъездная дорога, закрытая для общественного транспорта. С вершины можно увидеть большую часть города и его окрестностей.
Согласно данным Бюро переписи населения США, общая площадь города составляет 7,81 квадратных мили (20,23 км2), вся эта территория представляет собой сушу.

## Климат
Согласно системе классификации климатов Кёппена, в Хермистоне степной (семиаридный) климат обозначаемый на климатических картах аббревиатурой «BSk». Это дает региону жаркое сухое лето с высокими дневными температурами, которые значительно охлаждаются ночью, и относительно холодные зимы, которые обычно приносят несколько снежных бурь в год с относительно минимальным накоплением. 29 июня 2021 года в Хермистоне была зафиксирована максимальная температура 118 °F (48 °C), что всего на один градус ниже нового рекордно высокого значения температуры для штата Орегон, установленного в тот же день на близлежащей плотине Пелтон, которая находится в округе Джефферсон.